# Pseudochalcothea planiuscula
Pseudochalcothea planiuscula är en skalbaggsart som beskrevs av Bates 1889. Pseudochalcothea planiuscula ingår i släktet Pseudochalcothea och familjen Cetoniidae.

## Underarter
Arten delas in i följande underarter:
- P. p. sumatrana
- P. p. hasselti